# Biemna laboutei
Biemna laboutei är en svampdjursart som beskrevs av Hooper 1996. Biemna laboutei ingår i släktet Biemna och familjen Desmacellidae.
Artens utbredningsområde är havet kring Madagaskar. Inga underarter finns listade i Catalogue of Life.